# 武岡トンネル

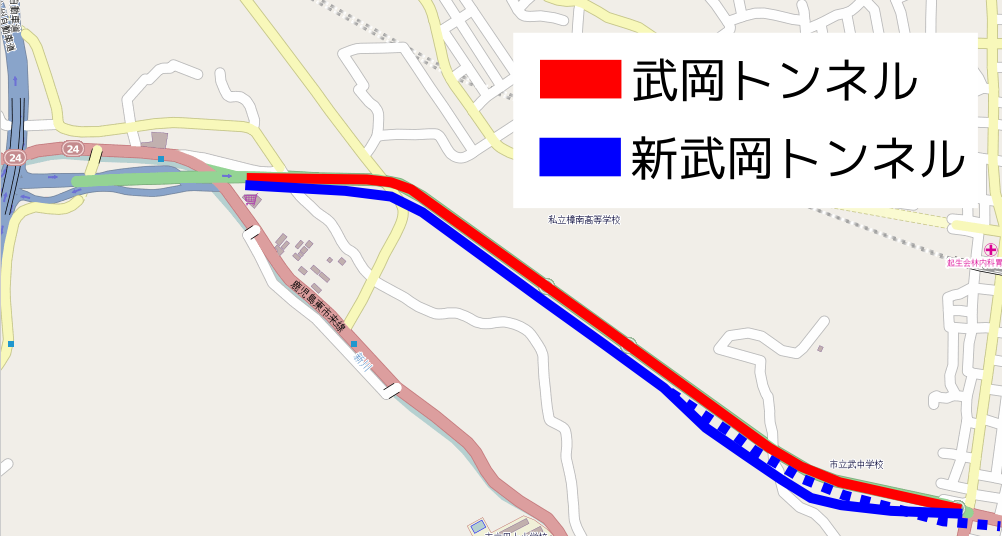
武岡トンネルと新武岡トンネルの位置図

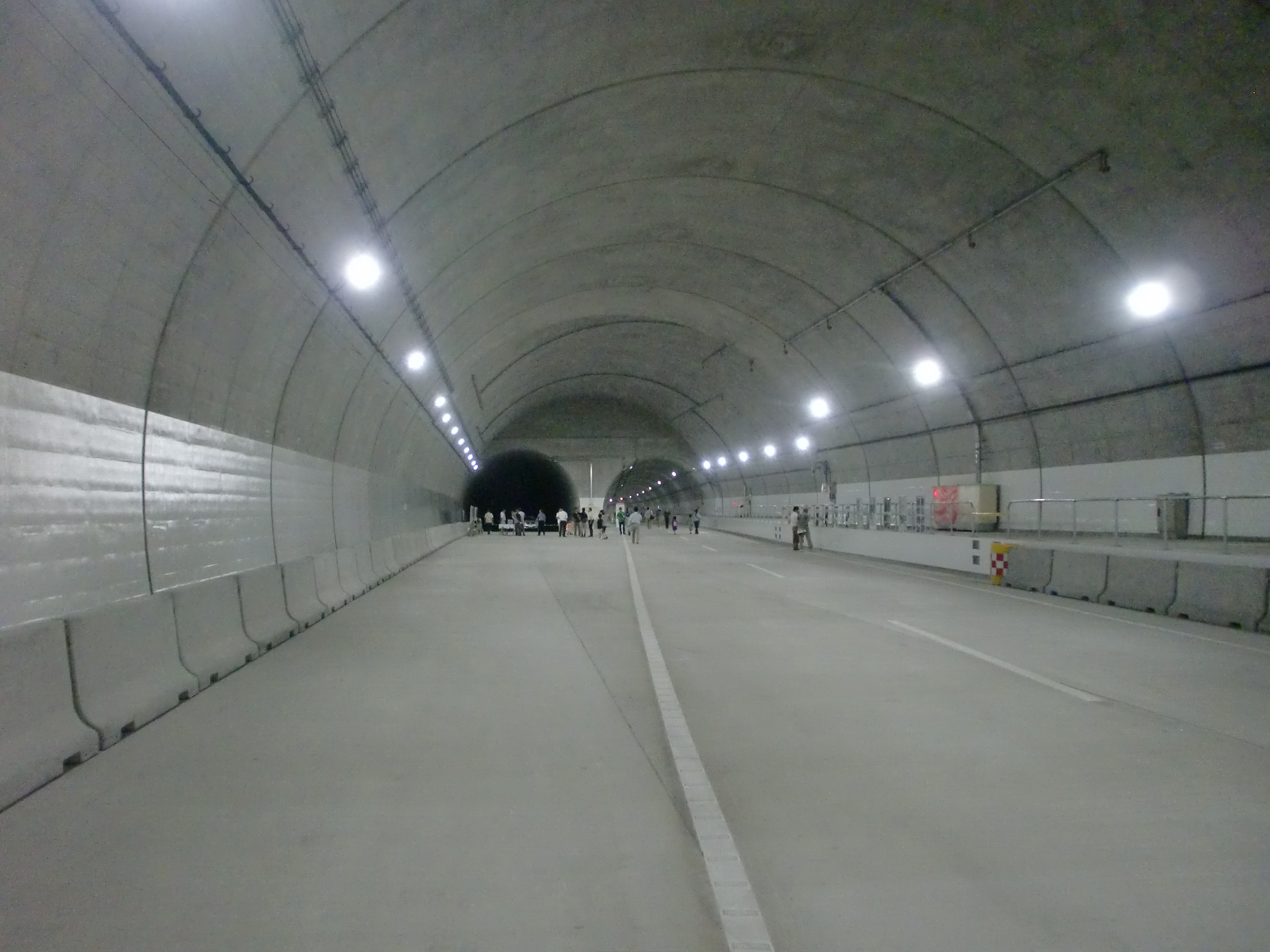
掘削断面積日本一であり、かつシラス台地では初となる分岐構造をしている新武岡トンネルの本線とランプの合流部

武岡トンネル（たけおかトンネル）は、鹿児島県鹿児島市田上七丁目から同市武三丁目に至る全長1,506 mの国道3号鹿児島バイパス（一般道路）のトンネルである。
武岡トンネルと一体となった運用が行われている鹿児島東西幹線道路（自動車専用道路）の新武岡トンネル（しんたけおかトンネル、1,513 m）及び、2018年現在建設中であり、開通後は武岡トンネルと一体となった運用が行われる予定の鹿児島東西幹線道路の東西トンネル（とうざいトンネル、仮称）についても本項で述べる。
武岡トンネルが鹿児島市街地方向（下り線）、新武岡トンネルが鹿児島IC方向（上り線）として鹿児島東西幹線道路の下り線トンネルの開通するまでの間、暫定的に一体となった運用が行われている。
新武岡トンネル内の建部ICから甲南ICに至る新武岡トンネルの本線（事業中）と建部ICのランプ部が合流する部分（双設トンネル）の掘削断面積は378平方メートルであり、新東名高速道路のトンネルにおいて採用されている超大断面トンネルより大きく、道路トンネルとしては日本一の掘削断面積となっている。また、シラスのような軟弱地盤において掘削したトンネル内での分岐は初の事例である。
高速道路の結節点である鹿児島インターチェンジと鹿児島市街を結んでいることから、武岡トンネルの前後区間において慢性的な交通混雑が発生している。

## 武岡トンネルをめぐる交通状況
シラス台地に囲まれた鹿児島市街地と、シラス台地の西側に位置する鹿児島ICを結ぶトンネルであり、鹿児島ICには、福岡・熊本・鹿児島空港方面の縦貫道である九州自動車道、薩摩半島西部にある日置市、薩摩川内市、出水市などの主要都市を結ぶ南九州西回り自動車道、薩摩半島南部の指宿市、南九州市や鹿児島市谷山地域を結ぶ有料道路である指宿スカイラインが接続している。
このことにより武岡トンネルは鹿児島県の広域交通網の結節点となっている。そのほか、鹿児島市西部に広がる西郷団地や松元地域などのベッドタウンと鹿児島市街を結ぶ幹線道路にもなっていることから、交通量が非常に多い。

武岡トンネルを中心とした交通網が形成されている

## 武岡トンネル
武岡トンネル（たけおかトンネル）は、鹿児島県鹿児島市田上七丁目から同市武三丁目（建部神社前交差点）に至る全長1,506mの国道3号鹿児島バイパスのトンネルである。1988年（昭和63年）に供用が開始された。
下り線として運用される武岡トンネルには歩道が設置されており、両側出口までの歩行者及び自転車の通行が可能である。自動車専用道路ではないため、125cc以下の第一種原動機付自転車（原付）及び第二種原動機付自転車（小型二輪車）、50cc以下の自動車であるミニカーは通行が可能であったが、2024年（令和6年）から田上ICからのオンランプが移転（田上ランプ交差点）し、合流路は鹿児島バイパスの追い越し車線の右側にあり交通事故の危険性があるため通行禁止となった。
鹿児島市街地はシラス台地に囲まれた平野部に形成されており、シラス台地が鹿児島市郊外と鹿児島市街地間の交通の阻害要因となっている。このため鹿児島インターチェンジから流入する交通の他に鹿児島市郊外から鹿児島市街へ向けての交通が武岡トンネルに集積することから、渋滞が発生しやすく鹿児島インターチェンジから鹿児島市街地に向かう下りにおいては2005年（平成17年）に建部神社前交差点での調査による混雑度の値が2.16（慢性的混雑状態）となっており、1988年（昭和63年）の武岡トンネル開通時に比べ1.7倍の交通量に増加している。
2013年9月29日の新武岡トンネルの開通に伴い武岡トンネルは下り線専用の片側2車線となり、新武岡トンネル開通前の9月29日朝は下り線が建部神社前交差点から鹿児島西ICまで2.2km渋滞していたのに対し、開通後の9月30日朝には目立った渋滞が見られない程にまで解消され、新武岡トンネル開通前は鹿児島西ICから建部神社前交差点までの所要時間11分であったのが開通後には所要時間が6分となり5分短縮されたと報道された。
しかし、開通後の2014年（平成26年）に「鹿児島東西道路」の計画について公表された資料によると、新武岡トンネル開通後も鹿児島市街方面は武岡トンネルを抜けた後の建部神社前交差点から天保山町方面への車線数は変わらないため渋滞はそのまま残っており、また建部神社前交差点、武町交差点、中洲電停交差点の南北方向の渋滞が前述の渋滞の影響により発生するようになったという。

### 沿革
- 1987年（昭和62年）7月 - 武岡トンネルが貫通[12]。
- 1988年（昭和63年）3月29日 - 九州自動車道及び指宿スカイラインが鹿児島ICまで開通し、同時に鹿児島市街へのアクセス道路として建設されていた国道3号鹿児島バイパスの一部として武岡トンネルが開通[13][8]。
- 2010年（平成22年）3月19日 - 田上側出口のランプが九州自動車道及び指宿スカイライン方面へのランプの完成に伴い田上インターチェンジとして供用される[14]。
- 2013年（平成25年）
  - 9月29日 - 新武岡トンネルの開通に伴い下り方向の一方通行に変更される[15]。
  - 9月30日 - 車線の塗り替えなどの諸工事が終了し片側2車線となる[9]。
- 2024年（令和6年）9月4日 - 東西トンネル（下記）へのオンランプを設置するため、当トンネルへのオンランプを現在のオフランプ（田上ランプ交差点）に移転した（上記）。

### 交通量
平日24時間交通量（台）（上下合計）
| 測定場所         | 昭和63年度 （1988年度） | 平成2年度 （1990年度） | 平成6年度 （1994年度） | 平成9年度 （1997年度） | 平成11年度 （1999年度） | 平成17年度 （2005年度） | 平成22年度 （2010年度） | 平成27年度 （2015年度） |
| ---------------- | ----------------------- | ---------------------- | ---------------------- | ---------------------- | ----------------------- | ----------------------- | ----------------------- | ----------------------- |
| 建部神社前交差点 | 19,539                  | 26,211                 | 32,816                 | 32,925                 | 34,439                  | 33,945                  | 31,261                  | 38,618                  |

### ギャラリー

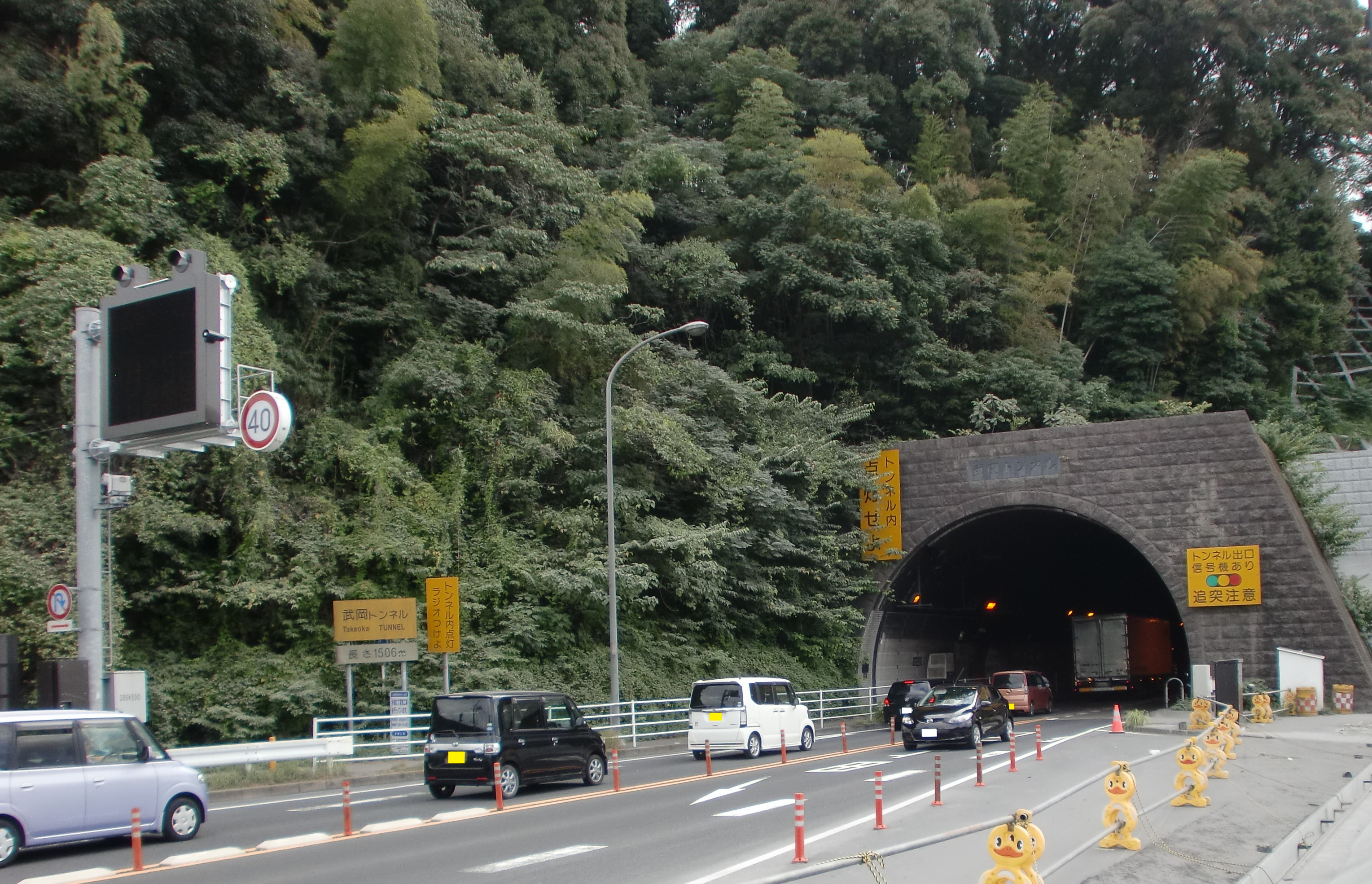
田上IC側出入口
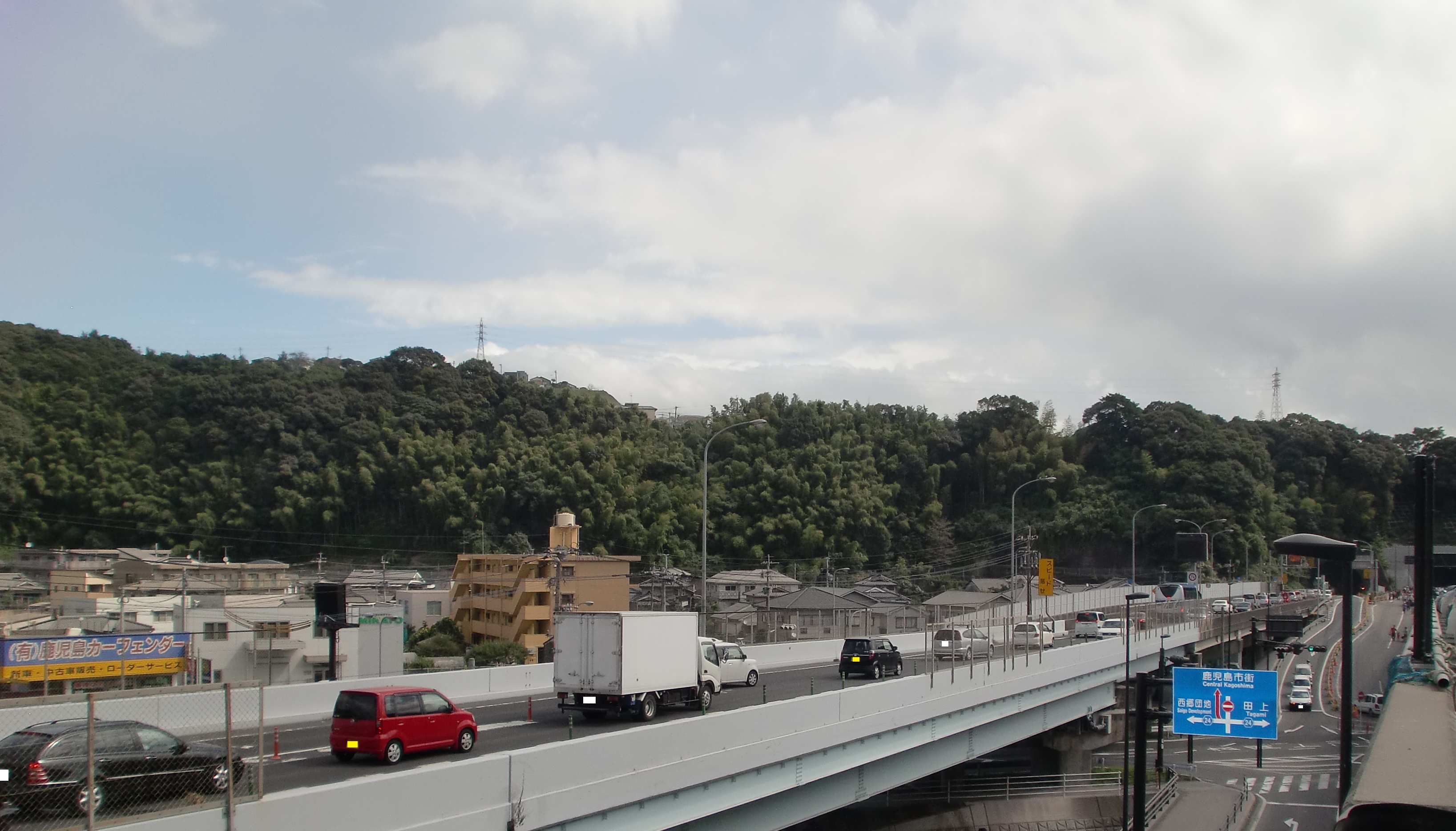
新武岡トンネル開通前の武岡トンネルの渋滞の車列
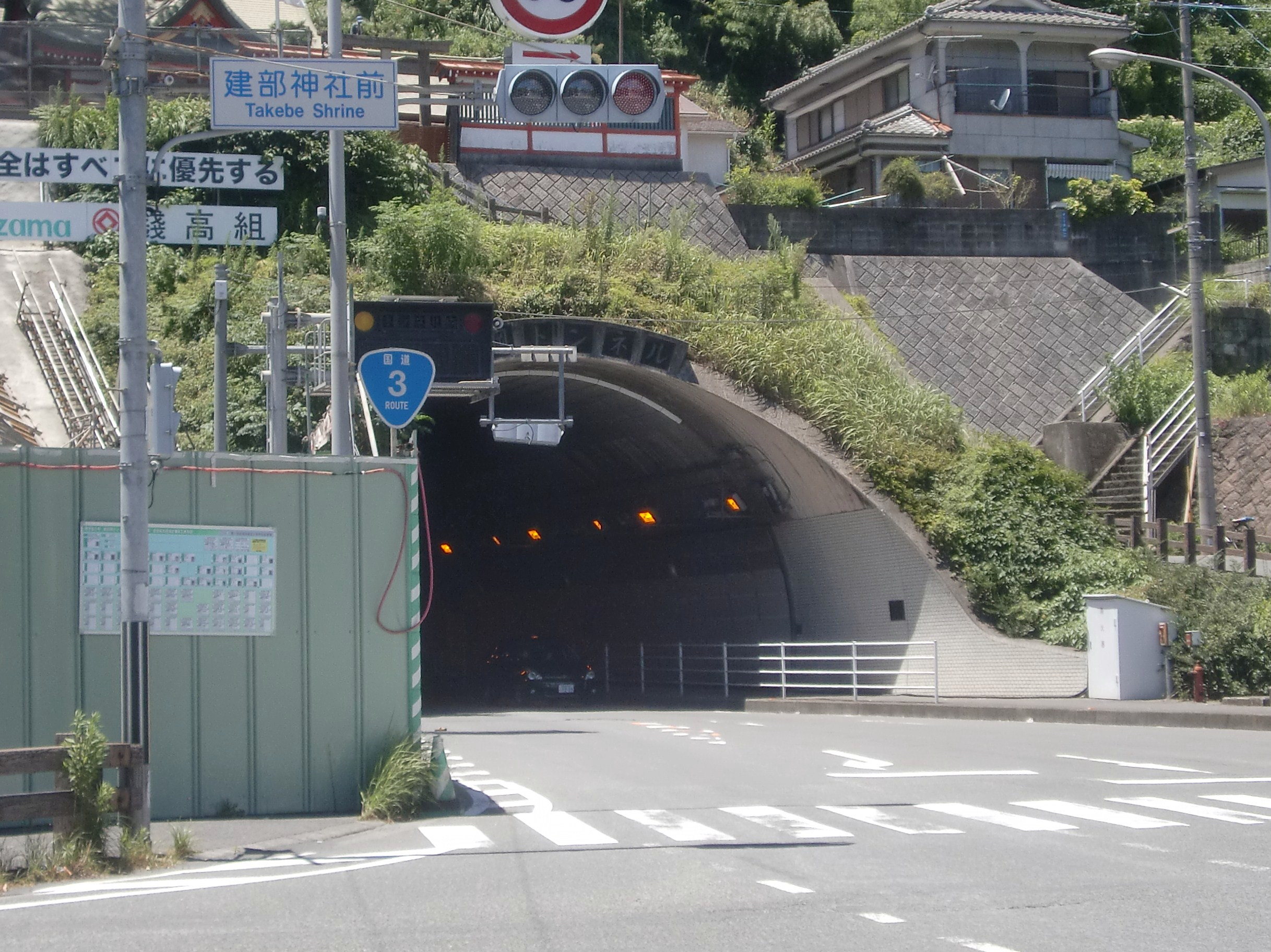
新武岡トンネル開通前の武岡トンネル（鹿児島市街側）

## 新武岡トンネル
新武岡トンネル（しんたけおかトンネル）は、鹿児島県鹿児島市田上七丁目から同市武三丁目に至る全長1,513mの鹿児島東西幹線道路（地域高規格道路）のトンネルである。上記の既存の武岡トンネルの南側に並行している。
2018年現在では、鹿児島東西幹線道路の本線部（912.25m）と建部インターチェンジの上り線ランプ部（695.8m）から構成される。既存の武岡トンネルが伊集院方面から鹿児島市街方面へ向かう下り専用となり、新武岡トンネルは鹿児島市街方面から伊集院方面へ向かう上り専用となっている。
新武岡トンネルは自動車専用道路に指定されており、歩行者、軽車両及び、125cc以下の第一種原動機付自転車（原付）及び第二種原動機付自転車（小型自動二輪車）、50cc以下の自動車であるミニカーは道路法第48条11項の規定により通行できない。歩行者及び軽車両は武岡トンネルの歩道に、その他の車両は県道24号に迂回をする必要が生じる。
事業中である建部ICから甲南ICに至る新武岡トンネルの本線と建部インターチェンジのランプ部が合流する部分（双設トンネル）の掘削断面積は378m2であり、新東名高速道路のトンネルにおいて採用されている超大断面トンネルより大きく、道路トンネルとしては日本一の掘削断面積となっている。また、シラスのような軟弱地盤において掘削したトンネル内での分岐は初の事例である。
建設に携わった国土交通省九州地方整備局鹿児島国道事務所及び安藤ハザマ・錢高特定建設工事共同企業体は、「未固結シラス地山にわが国最大級断面の地中分岐道路トンネルを施工」として土木学会が発表する平成25年度土木学会賞技術賞を受賞している。

### 構造
武岡トンネルの南側に並行に通っており、本線は2013年時点で田上インターチェンジ付近から建部インターチェンジまでの区間が貫通しており、天保山町、甲南インターチェンジ（仮称）方面から東西トンネル（仮称）が接続する予定である。
建部神社付近には建部インターチェンジが設置され、本線と建部神社前交差点からトンネルに向かうランプがある。本線とランプ部が合流する部分の掘削断面積が378m2で、日本一の掘削断面積となっている。また山岳トンネルにおける地中での分岐はシラス台地など軟質な地盤では過去に事例がなく、超大断面部及び双設トンネル部においてはトンネルの安定を保つのが難しいことから掘削方法として側壁導坑先進工法が採用された。
また、田上インターチェンジ側の坑口から130m区間のトンネル直上は土被りが17m程と浅く、地表には住宅地である武岡団地があり家屋が密集しており、地表面沈下対策が執られた。

### 歴史
当初は2009年度末の供用開始を予定していたが、軟弱な地質であるシラスから構成される台地を掘削することから、掘削工事が難航し2012年度末供用開始に延期され、2011年末頃には一部で亀裂が発生したほか、掘削面の一部が崩壊したことから、地盤が予想以上に軟弱であることが判明し補修工事が必要となり、2013年末供用開始予定に延期された。
2012年2月12日には新武岡トンネルの貫通式が行われ、2013年9月29日に供用が開始された。

#### 沿革
- 2006年（平成18年）2月22日 - 新武岡トンネル掘削開始。
- 2011年（平成23年） - 新武岡トンネルの開通時期が2013年度末に延期される[22]。
- 2012年（平成24年）2月12日 - 新武岡トンネルが貫通する[2][23][24]。
- 2013年（平成25年）9月29日16時 - 新武岡トンネルが開通し、武岡トンネルと併せて上下分離通行となる[25][26][15]。

### ギャラリー

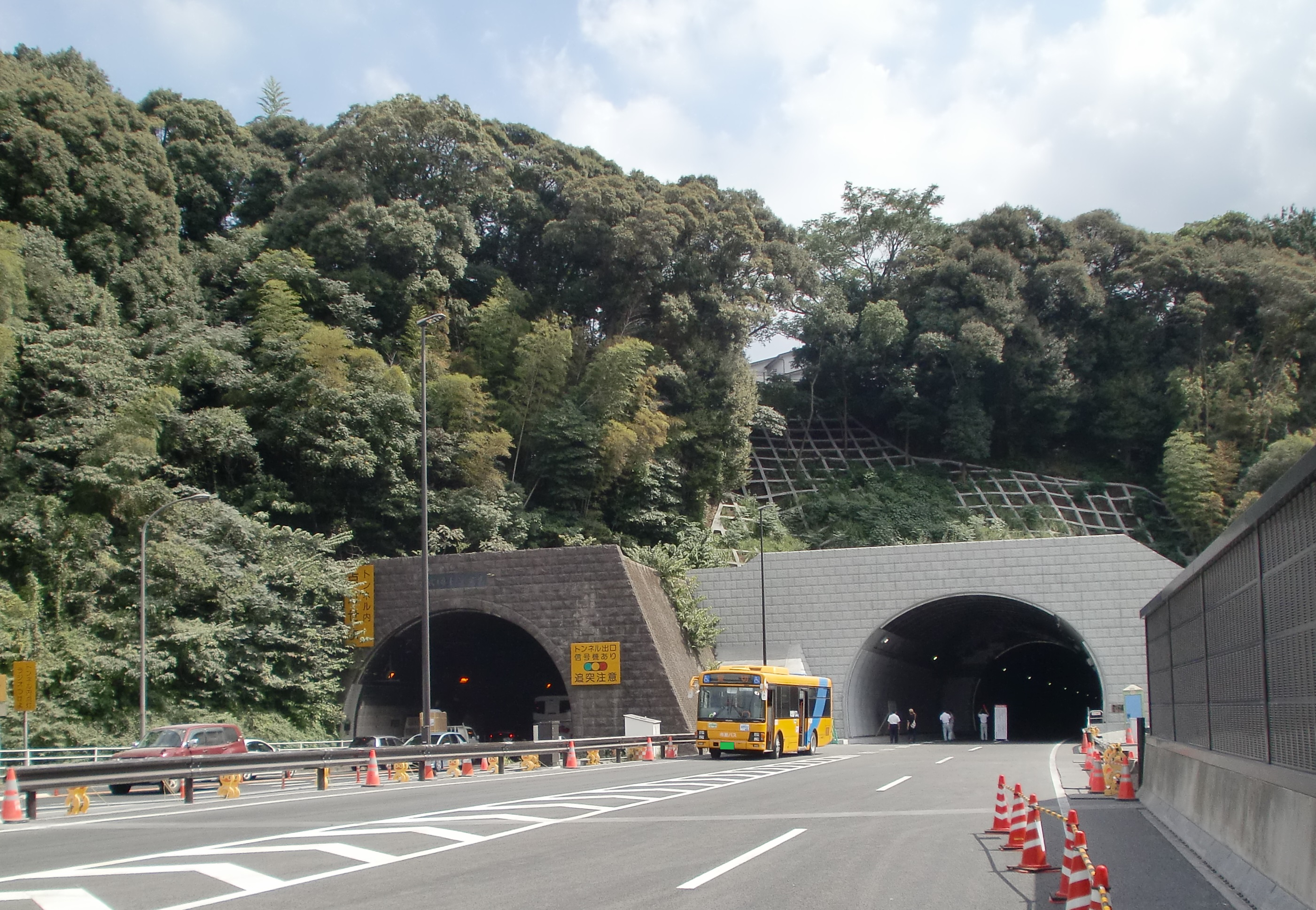
田上IC側（武岡トンネル・新武岡トンネル）
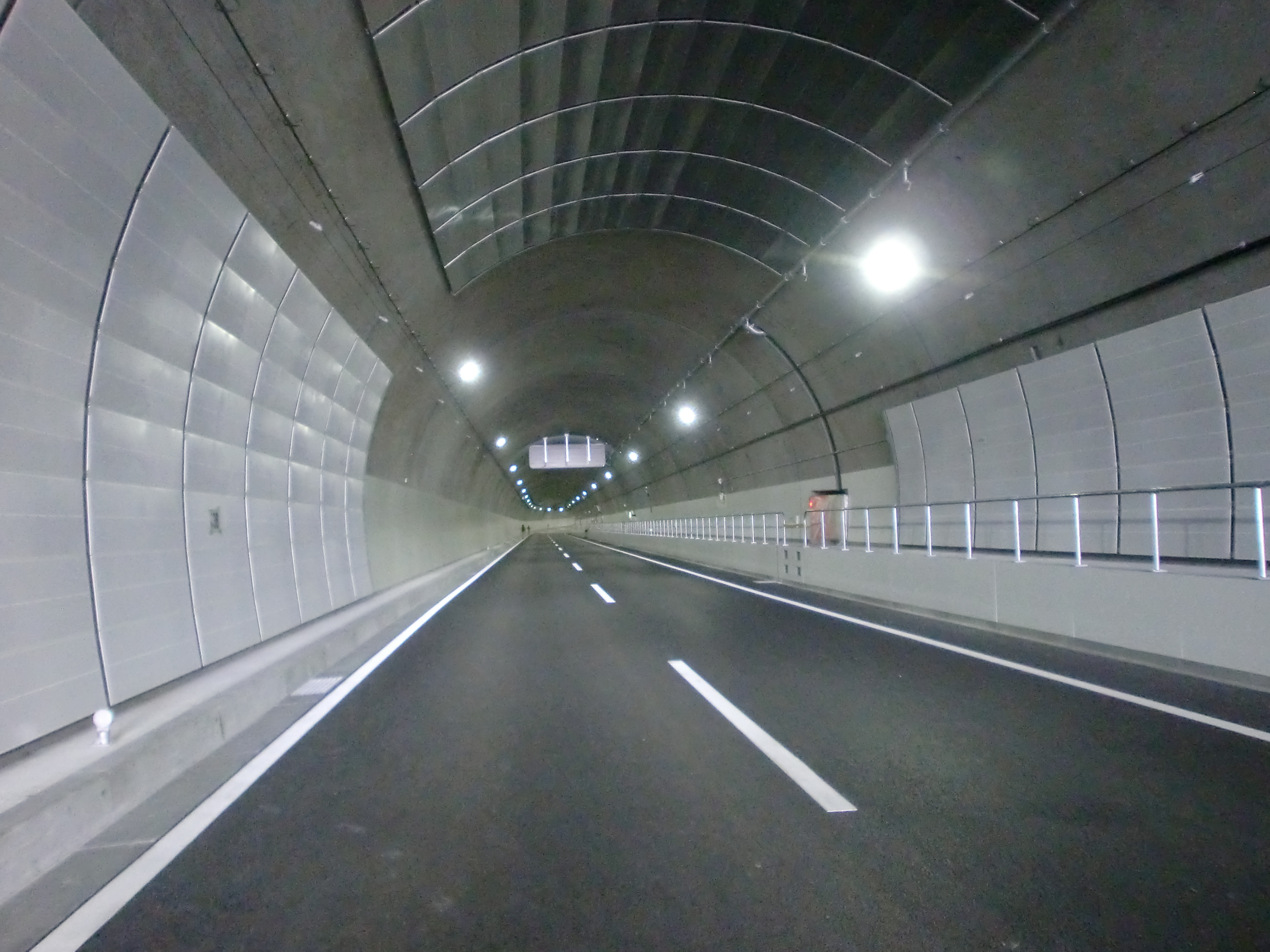
本線（田上ICから建部ICを望む、進行方向反対）
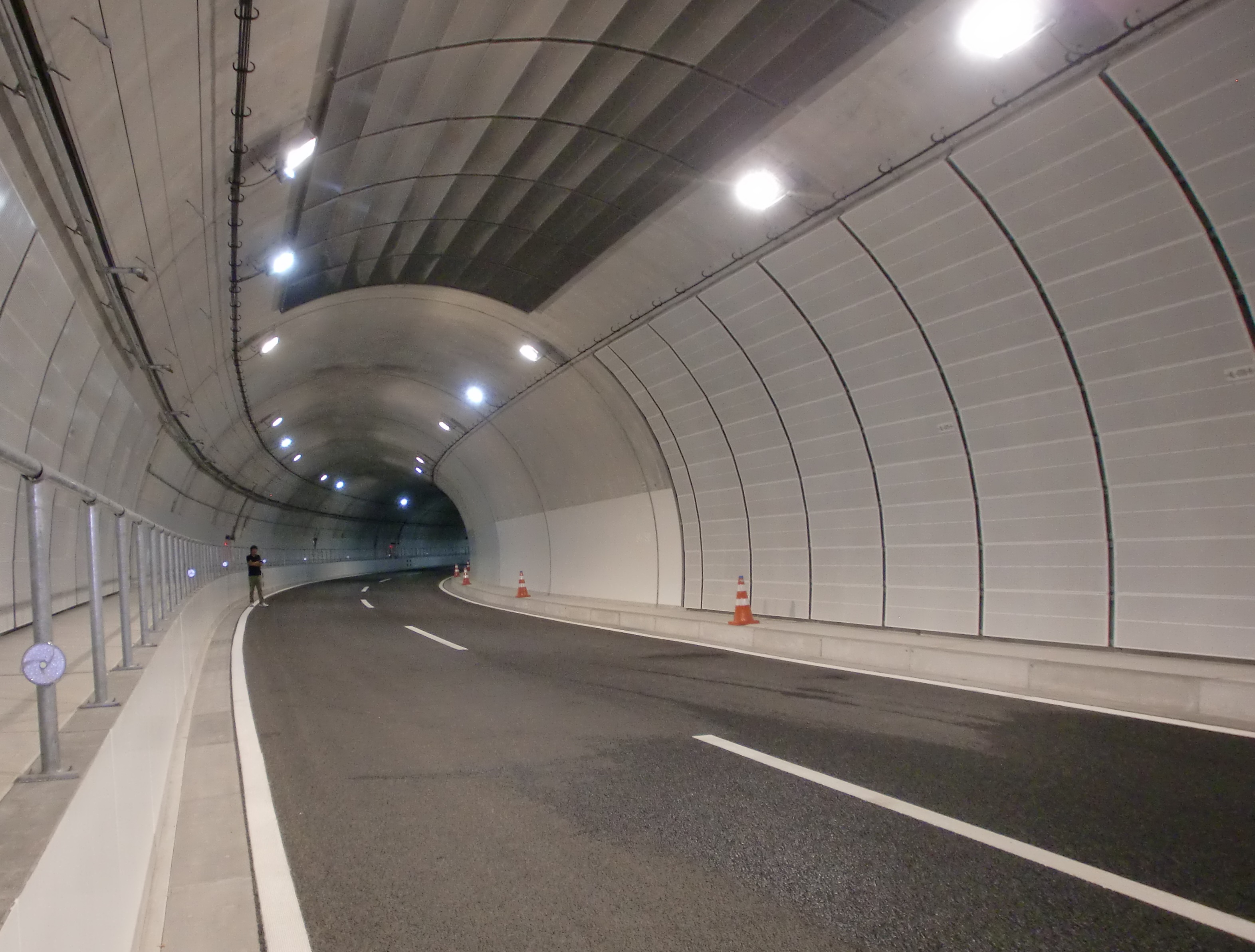
建部ICのランプ（鹿児島IC方面）

### 隣
鹿児島東西幹線道路（鹿児島東西道路）
(29)鹿児島IC - 田上IC - 新武岡トンネル - 建部IC

## 東西トンネル
東西トンネル（とうざいトンネル）は、鹿児島県鹿児島市田上七丁目から同市上荒田町（甲南IC）に至る全長約2,700mの鹿児島東西幹線道路の下り線のトンネル及び、同市田上六丁目の新武岡トンネル内から同市上荒田町に至る鹿児島東西幹線道路の上り線のトンネルの仮称である。
当初は、武岡トンネルを鹿児島東西幹線道路の一部として整備する計画があり、武岡トンネルの中間部から新しくトンネルを掘削して天保山方面に接続させる案（分岐案）が武岡トンネルの北側にトンネルを新たに掘削する案（山岳トンネル案）と共に検討されていたが、分岐案を採用した場合に工事の為武岡トンネルが2年程通行止めとなり周辺の交通状況へ与える影響が大きい他に、事業費が分岐案では570億円、山岳トンネル案では600億円であり30億円程しか差が無く、分岐案にすると工事に伴う通行止めの期間中の経済損失が130億円となると見込まれたことから、天保山町方面への下り線の整備は北側にもう1本トンネルを掘る山岳トンネル案（東西トンネル）が採用されることとなった。
下り線は既存の武岡トンネルの北側に並行して建設される予定であり、上り線は新武岡トンネルの大断面（建部インターチェンジのオンランプ）に接続する予定である。避難連絡坑及び本線の一部が新オーストリアトンネル工法（NATM）で建設されるほかは、シールドトンネルで建設される予定である。2018年1月23日には、東西トンネル工事施工準備のため、トンネルのルート上を通る鹿児島市道中洲通線の車線切替が行われた。
2022年（令和4年）4月26日の鹿児島テレビの報道によれば、2023年（令和5年）春以降にシールドマシンによる掘削が甲南IC側から開始され、開通は2030年代中盤になる見通しである。